# إتش إف. سانت
إتش إف. سانت (بالإنجليزية: H. F. Saint)‏ هو شخصية أعمال وكاتب أمريكي، ولد في 13 فبراير 1941.

## وصلات خارجية
- إتش إف. سانت على موقع IMDb (الإنجليزية)
- إتش إف. سانت على موقع قاعدة بيانات الفيلم (الإنجليزية)